# The Southern Hemisphere Auroral Radar Experiment

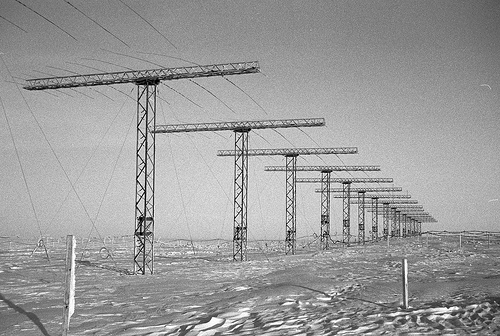
Antennen des SHARE

Das Southern Hemisphere Auroral Radar Experiment (SHARE) ist ein 1988 begonnenes antarktisches Forschungsprojekt zur Beobachtung von Geschwindigkeit und Unregelmäßigkeiten in den elektrischen Feldern der Iono- und Magnetosphäre, das gemeinsam von der University of Natal, der Potchefstroom University, dem British Antarctic Survey und der Johns Hopkins University koordiniert wird. Die Untersuchungen werden in der Antarktis auf der südafrikanischen SANAE-IV-Station und den jeweils rund 1000 km davon entfernten Stationen Halley (England) und Syowa (Japan) durchgeführt.
Dazu sind insgesamt 16 Antennen, jede auf einem eigenen 12 m hohen Turm, im Einsatz, die auf einer festen Frequenz zwischen 8 und 20 MHz operieren. Die Funktionsweise entspricht der eines konventionellen Radars – alle zwei Minuten wird ein hochfrequentes Radiosignal durch die Antennen in die obere Atmosphäre geleitet.
Die Felder der drei Forschungsstationen überlappen sich so, dass ein Großteil des antarktischen Kontinentes abgedeckt werden kann. Das Projekt ist auch Bestandteil des internationalen Super Dual Auroral Radar Network (SuperDARN) und liefert wertvolle Daten zur Bestimmung der solaren Energiefelder, die auf die Erde abstrahlen („Weltraumwetter“).